# Vysoký vodopád
Vysoký vodopád je název pro vodopád nalézající se na toku Studeného potoka v Jeseníkách 3 km severně od chaty Švýcárna na území Slezska, kde překonává na krátké vzdálenosti výšku z 1018 až k 990 m n. m. Celkově má výšku 28 m. Před rokem 1880 měl výšku 45 m a voda stékala volným pádem, dnes zejména ve spodní, části tvoří vodopád malé kaskády. V roce 1880 došlo při povodni k sesuvu půdy, která se sesula právě do místa dopadu vodopádu, proto se jeho výška snížila na pouhých 28 m. Přesto patří k nejvyšším vodopádům v ČR a jedná se o nejvyšší vodopád v Jeseníkách. Oblast Vysokého vodopádu je zajímavým biotopem, především je zde prokázána přítomnost rysa ostrovida. Vysoký vodopád je součástí stejnojmenné přírodní rezervace.